# Ночная смена (фильм, 1970)
«Ночная смена» — советский полнометражный чёрно-белый художественный фильм, поставленный на «Ленфильме» в 1970 году режиссёром Леонидом Менакером.
Премьера фильма в СССР состоялась 7 июня 1971 года.

## В фильме снимались
- Юрий Толубеев — Пономарёв Павел Егорович, бригадир, заслуженный строитель, депутат горсовета
- Алла Чернова — Надя
- Геннадий Корольков — Евгений Грибов, диспетчер строительства
- Валентина Владимирова — Клава, шофёр
- Татьяна Говорова — Ольга, крановщица
- Елена Легурова — Инна, учительница музыки
- Герман Юшко — Анатолий, муж Нади
- Виктор Павлов — Миша, шофёр
- Юрий Визбор — Коваленков
- Бригада Пономарёва:
Фёдор Одиноков — Назаров, заместитель бригадира Пономарёва
Михаил Ладыгин — дядя Коля
Георгий Штиль — «Коротышка»
Герман Орлов — «Усач»
Владимир Лосев — Андрей
Вячеслав Варкин — морячок
Михаил Мудров — рабочий

## Съёмочная группа
- Авторы  сценария — Александр Гельман, Татьяна Калецкая
- Режиссёр — Леонида Менакера
- Главный оператор — Виктор Карасёв
- Главный художник — Андрей Вагин
- Композитор — Яков Вайсбурд
- Текст песни — К. Григорьева

## Признание и награды
- 1970 — Ночная смена — Диплом фильму; Приз за лучшее исполнение мужской роли Юрию Толубееву; Диплом Валентине Владимировой за лучшее исполнение эпизодической роли на II ВКФ фильмов о рабочем классе (1972).